# Молгачкаси
Молгачка́си (рос. Молгачкасы, чув. Мулкачкасси) — присілок у Чувашії Російської Федерації, у складі Орінінського сільського поселення Моргауського району.
Населення — 340 осіб (2010; 364 в 2002, 494 в 1979; 464 в 1939, 480 в 1926, 533 в 1906, 473 в 1858).

## Історія
Історичні назви — Малгач, Мулкачкаси, Молкачакаси. Утворився як виселок села Архангельське (Орініно). До 1866 року селяни мали статус державних, займались землеробством, тваринництвом, ковальством, виробництвом одягу та цегли. 1930 року створено колгосп «Схід», 1931 року створено промколгосп з виробництва цегли та глиняного посуду. До 1920 року присілок перебував у складі Акрамовської волості Козьмодемьянського, до 1927 року — у складі Чебоксарського повіту. 1927 року присілок переданий до складу Татаркасинського, 1939 року — до складу Сундирського, 1944 року — до складу Моргауського, 1959 року — повернуто до складу Сундирського, 1962 року — до складу Чебоксарського, 1964 року — до складу Моргауського району.

## Господарство
У присілку діють фельдшерсько-акушерський пункт, клуб, бібліотека та магазин.